# Пока я жив
Пока я жив (хинди जब तक है जान, Jab Tak Hai Jaan) — индийская романтическая драма режиссёра Яша Чопры. Сюжет рассказывает о Самаре Ананде (Шахрукх Кхан), эксперте по обезвреживанию бомб, чей личный дневник попадает в руки репортёра Акиры (Аннушка Шарма). В дневнике Самар рассказывает о том времени, когда он, будучи молодым иммигрантом в Лондоне, знакомится с Мирой Тхапар (Катрина Каиф), между которыми возникают взаимные чувства.
Фильм стал второй совместной работой Хана и Шармы (ранее «Эту пару создал Бог») и первой Хана и Каиф, а также четвёртой кинолентой Яша Чопры с Шахрух Ханом в главной роли. «Пока я жив» — последний фильм режиссёра, который скончался в октябре 2012 года Фильм был выпущен во время индийского праздника Дивали (13 ноября 2012 года). Фильм занял третье место по сборам за рубежом среди болливудских фильмов на тот момент, уступив лишь фильмам «3 идиота» (2009) и «Меня зовут Кхан» (2010).
Фильм получил положительные отзывы от критиков как в Индии, так и по всему миру. Картина была удостоена похвалы за режиссуру и «химию» между главными героями. В конце проката «Пока я жив» получил ряд наград, включая четыре Filmfare Awards, в которые вошли награды за «Лучшая женская роль второго плана» (Аннушка Шарма) и «Лучший текст песни» (Гулзар).

## Сюжет
Самар Ананд (Шахрух Хан), майор индийской армии, обезвреживает бомбы без страха и оглядки на свою безопасность. После тяжелого рабочего дня Самар обычно приезжает отдохнуть на берег реки в Ладакхе, но однажды он оказывается там не один: Акира Рай (Аннушка Шарма), репортёр канала Discovery, ныряет в реку, предварительно направив туда фокус камеры, в надежде снять очередной видеорепортаж. Но дно реки оказывается глубже чем она ожидала, и Акира начинает тонуть. Самар, видя всё происходящее, сначала решает не обращать на это внимание, но, увидев, что девушка целиком ушла под воду, прыгает в реку и спасает её. Майор Анант надевает на неё свою куртку и уезжает, не ожидая, когда Акира её вернёт. Девушка, немного согревшись, находит личный дневник в кармане одежды и начинает его читать.
Дневник рассказывает о молодости Самара, жившего жизнью беспечного иммигранта в Лондоне и выполняющего различную работу. Ему приходилось дополнительно подрабатывать в качестве уличного музыканта для того, чтобы прокормить себя и своего соседа Зайна. Самару получается устроиться официантом на полставки в место, где однажды проходит помолвка между Роджером и Мирой (Катрина Каиф), с которой он знакомится впоследствии. Мира рассказывает Самару о своей юности, которую она провела без матери в богатой христианской индийской семье: её мать (Ниту Сингх) ушла к другому мужчине (Риши Капур), когда Мире было двенадцать. Главным человеком в её жизни является её отец (Анупам Кхер), на компанию которого Мира работает. Самар видит её, входящую в церковь, и узнаёт, что Мира часто молится. Самар предлагает девушке вместе пойти на ночные уличные танцы, после которых они окончательно влюбляются друг в друга, а затем — проехаться на мотоцикле и привозит к её родной матери, где те мирятся. Спустя несколько дней Мира решает рассказать своему отцу об отношениях с Самаром и намерении разорвать помолвку с Роджером. В это время Самар попадает в серьёзную аварию на своём мотоцикле, и Мира молясь Богу, чтобы тот спас жизнь её любимого, взамен обещает никогда больше не видеться с ним. Самар поправляется, Мира признаётся ему в своей клятве. Разозлившись, он оставляет её и уезжает из Лондона. Он бросает вызов Богу, решая рисковать каждый день своей жизнью, поскольку считает, что его смерть — единственный способ навсегда заставить Миру потерять веру. Он отправляется в Индию и вступает в ряды армии, став экспертом в обезвреживании бомб.
Когда Акира заканчивает читать дневник, она получает разрешение на снятие документального фильма об отряде разминирования. Она обращается к Самару за помощью для того, чтобы сделать свой фильм, и впоследствии ближе знакомится с ним и его командой. Акира решает сблизиться с Самаром, однако он не отвечает взаимностью из-за своей неразрешенной любви к Мире. Акира снимает успешный фильм и уезжает в Лондон. Она просит Самара посетить город, чтобы помочь ей опубликовать фильм. Анант неохотно соглашается, но по приезде попадает в аварию.
Самара доставляют в больницу с диагнозом ретроградная амнезия. Он помнит только события до своего первого несчастного случая, произошедшего десять лет назад. Обеспокоенная этим Акира находит Миру и убеждает её, чтобы та помогла в восстановлении памяти Самара. Мира соглашается, притворяясь женой Самара. Тем временем, Акира понимает, что майор Самар — это только одна из составляющих молодого Самара. Он привык быть счастливым и общительным, но сейчас ему очень горько и одиноко. В один прекрасный день Самар, передвигаясь в лондонском метро, слышит объявление диспетчера о предполагаемой бомбе в одном из вагонов поезда. Он находит бомбу и помогает сотрудникам службы безопасности её обезвредить. Событие возвращает ему память, и он понимает, что Мира лгала ему. Самар ставит Миру перед выбором: быть с ним или видеть его, рискующего своей жизнью вплоть до того момента, пока он не умрёт. Затем он уезжает в Кашмир, где продолжает обезвреживать бомбы. Во время разговора с Акирой, Мира понимает, что её убеждения и молитвы подвергают Самара к участи хуже смерти; понимая свою ошибку, она спешит в Кашмир, где они воссоединяются. Самар обезвреживает свою последнюю бомбу, а затем предлагает ей руку и сердце.

## В ролях

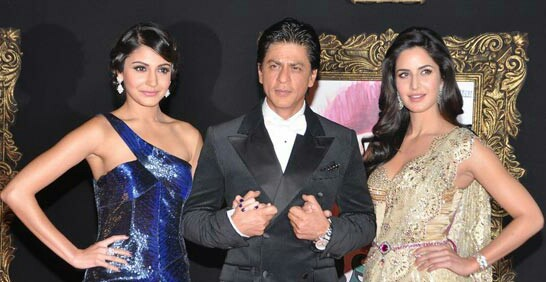
Аннушка Шарма, Шахрух Хан и Катрина Каиф на премьере фильма

- Шахрух Хан — майор Самар Ананд, офицер отряда по обезвреживанию бомб.
- Катрина Каиф — Мира Тхапар, предпринимательница, возлюбленная Самара.
- Аннушка Шарма — Акира Рай, репортёр канала Discovery.
- Сарика — доктор Зоя Али Хан, доктор, помогающий Самару выздоравливать.
- Эндрю Бикнэл — Фрэнк, босс Самара.
- Шариб Хашми — Зайн, лучший друг и сосед Самара.
- Джей Конрой — Роджер, бывший жених Миры.
- Анупам Кхер — мистер Тхапар, отец Миры.
- Риши Капур — Имран, отчим Миры.
- Ниту Сингх — Пуджа, мать Миры.

## Саундтрек
Трек-лист саундтреков фильма был впервые выставлен на сайте «Rahman360» 8 октября 2012 года.
| №  | Название                  | Исполнитель(-и)              | Длительность |
| -- | ------------------------- | ---------------------------- | ------------ |
| 1. | «Challa»                  | Рабби Шергил                 | 5:18         |
| 2. | «Saans»                   | Мохит Чаухан, Шрея Гхошал    | 5:24         |
| 3. | «Ishq Shava»              | Рагхав Матхур, Шилпа Рао     | 4:30         |
| 4. | «Heer»                    | Харшдип Каур                 | 5:12         |
| 5. | «Jiya Re»                 | София Ашраф, Нити Мохан      | 5:16         |
| 6. | «Jab Tak Hai Jaan»        | Жавед Али, Шактхисри Гопалан | 3:49         |
| 7. | «Saans» (Reprise)         | Шрея Гхошал                  | 2:06         |
| 8. | «Ishq Dance»              | без вокала                   | 3:31         |
| 9. | «Jab Tak Hai Jaan» (Poem) | Шахрух Хан                   | 2:15         |

## Награды
Примечание — списки упорядочены по дате анонса, а не по дате церемонии/телепередачи.
| Награда                       | Дата вручения   | Категория                                            | Претендент                                                    | Результат | Ссылка        |
| ----------------------------- | --------------- | ---------------------------------------------------- | ------------------------------------------------------------- | --------- | ------------- |
| BIG Star Entertainment Awards | 17 декабря 2012 | Самая интересная мужская роль                        | Шахрух Хан                                                    | Победа    | [ 8 ] [ 9 ]   |
| BIG Star Entertainment Awards | 17 декабря 2012 | Самая романтичная женская роль                       | Катрина Каиф                                                  | Победа    | [ 8 ] [ 9 ]   |
| BIG Star Entertainment Awards | 17 декабря 2012 | Самая интересная пара                                | Шахрух Хан и Катрина Каиф                                     | Победа    | [ 8 ] [ 9 ]   |
| BIG Star Entertainment Awards | 17 декабря 2012 | Самый интересный женский вокал                       | Шрея Гхошал за «Saans»                                        | Победа    | [ 8 ] [ 9 ]   |
| BIG Star Entertainment Awards | 17 декабря 2012 | Самый романтичный фильм                              | Яш Чопра                                                      | Номинация | [ 8 ] [ 9 ]   |
| BIG Star Entertainment Awards | 17 декабря 2012 | Самая интересная женская роль                        | Анушка Шарма                                                  | Номинация | [ 8 ] [ 9 ]   |
| BIG Star Entertainment Awards | 17 декабря 2012 | Самая романтичная мужская роль                       | Шахрух Хан                                                    | Номинация | [ 8 ] [ 9 ]   |
| BIG Star Entertainment Awards | 17 декабря 2012 | Самая романтичная женская роль                       | Анушка Шарма                                                  | Номинация | [ 8 ] [ 9 ]   |
| ETC Bollywood Business Awards | 4 января 2013   | Самый рентабельный актёр                             | Шахрух Хан                                                    | Победа    | [ 10 ]        |
| ETC Bollywood Business Awards | 4 января 2013   | Самая рентабельная актриса                           | Катрина Каиф                                                  | Победа    | [ 10 ]        |
| ETC Bollywood Business Awards | 4 января 2013   | Самый успешный продюсер                              | Адитья Чопра                                                  | Победа    | [ 10 ]        |
| ETC Bollywood Business Awards | 4 января 2013   | Самый успешный баннер                                | Yash Raj Films                                                | Победа    | [ 10 ]        |
| ETC Bollywood Business Awards | 4 января 2013   | Самый популярный трейлер                             | —                                                             | Победа    | [ 10 ]        |
| Zee Cine Awards               | 7 января 2013   | Международная икона фильма — Мужчины                 | Шахрух Хан                                                    | Победа    | [ 11 ]        |
| Zee Cine Awards               | 7 января 2013   | Международная икона фильма — Женщины                 | Катрина Каиф                                                  | Победа    | [ 11 ]        |
| Zee Cine Awards               | 7 января 2013   | Лучшая женская роль второго плана                    | Анушка Шарма                                                  | Победа    | [ 11 ]        |
| Zee Cine Awards               | 7 января 2013   | Лучший женский вокал                                 | Шрея Гхошал за «Saans»                                        | Победа    | [ 11 ]        |
| Zee Cine Awards               | 7 января 2013   | Специальный приз фильму, вошедшему в клуб «100 крор» | Яш Чопра                                                      | Победа    | [ 11 ]        |
| Zee Cine Awards               | 7 января 2013   | Лучшая мужская роль                                  | Шахрух Хан                                                    | Номинация | [ 11 ]        |
| Zee Cine Awards               | 7 января 2013   | Лучший композитор                                    | А. Р. Рахман                                                  | Номинация | [ 11 ]        |
| Zee Cine Awards               | 7 января 2013   | Лучший мужской вокал                                 | Рабби Шергил за «Challa»                                      | Номинация | [ 11 ]        |
| Zee Cine Awards               | 7 января 2013   | Лучший женский вокал                                 | Нити Мохан за «Jiya Re»                                       | Номинация | [ 11 ]        |
| Zee Cine Awards               | 7 января 2013   | Лучший текст песен                                   | Гулзар за «Saans»                                             | Номинация | [ 11 ]        |
| Zee Cine Awards               | 7 января 2013   | Лучший автор диалогов                                | Адитья Чопра                                                  | Номинация | [ 11 ]        |
| Colors Screen Awards          | 12 января 2013  | Самая популярная женская роль                        | Катрина Каиф                                                  | Победа    | [ 12 ]        |
| Colors Screen Awards          | 12 января 2013  | Лучшая мужская роль                                  | Шахрух Хан                                                    | Номинация | [ 12 ]        |
| Colors Screen Awards          | 12 января 2013  | Лучшая женская роль второго плана                    | Анушка Шарма                                                  | Номинация | [ 12 ]        |
| Colors Screen Awards          | 12 января 2013  | Самая популярная мужская роль                        | Шахрух Хан                                                    | Номинация | [ 12 ]        |
| Colors Screen Awards          | 12 января 2013  | Самая популярная женская роль                        | Анушка Шарма                                                  | Номинация | [ 12 ]        |
| Colors Screen Awards          | 12 января 2013  | Лучший женский вокал                                 | Нити Мохан за «Jiya Re»                                       | Номинация | [ 12 ]        |
| Colors Screen Awards          | 12 января 2013  | Лучший текст песен                                   | Гулзар за «Saans»                                             | Номинация | [ 12 ]        |
| Colors Screen Awards          | 12 января 2013  | Лучший хореограф                                     | Вайбхави Мерчант за «Ishq Shava»                              | Номинация | [ 12 ]        |
| Colors Screen Awards          | 12 января 2013  | Лучший оператор                                      | Анил Мехта                                                    | Номинация | [ 12 ]        |
| Lions Gold Awards             | 18 января 2013  | Любимый актёр                                        | Шахрух Хан                                                    | Победа    | [ 13 ]        |
| Filmfare Awards               | 20 января 2013  | Лучшая женская роль второго плана                    | Анушка Шарма                                                  | Победа    | [ 14 ] [ 15 ] |
| Filmfare Awards               | 20 января 2013  | Награда Р. Д. Бурмана                                | Нити Мохан за «Jiya Re»                                       | Победа    | [ 14 ] [ 15 ] |
| Filmfare Awards               | 20 января 2013  | Лучший текст песен                                   | Гулзар за «Challa»                                            | Победа    | [ 14 ] [ 15 ] |
| Filmfare Awards               | 20 января 2013  | Лучший текст песен                                   | Гулзар за «Saans»                                             | Номинация | [ 14 ] [ 15 ] |
| Filmfare Awards               | 20 января 2013  | Лучшая мужская роль                                  | Шахрух Хан                                                    | Номинация | [ 14 ] [ 15 ] |
| Filmfare Awards               | 20 января 2013  | Лучший мужской вокал                                 | Рабби Шергил за «Challa»                                      | Номинация | [ 14 ] [ 15 ] |
| Filmfare Awards               | 20 января 2013  | Лучший женский вокал                                 | Нити Мохан за «Jiya Re»                                       | Номинация | [ 14 ] [ 15 ] |
| Filmfare Awards               | 20 января 2013  | Лучший женский вокал                                 | Шрея Гхошал за «Saans»                                        | Номинация | [ 14 ] [ 15 ] |
| Stardust Awards               | 26 января 2013  | Лучшая мужская роль (Выбор редакции)                 | Шахрух Хан                                                    | Победа    | [ 16 ]        |
| Stardust Awards               | 26 января 2013  | Звезда года — Мужчины                                | Шахрух Хан                                                    | Победа    | [ 16 ]        |
| Stardust Awards               | 26 января 2013  | Лучшая женская роль в комедии/мелодраме              | Анушка Шарма                                                  | Победа    | [ 16 ]        |
| Stardust Awards               | 26 января 2013  | Звезда года — Женщины                                | Катрина Каиф                                                  | Номинация | [ 16 ]        |
| Stardust Awards               | 26 января 2013  | Лучшая мужская роль в комедии/мелодраме              | Шахрух Хан                                                    | Номинация | [ 16 ]        |
| Stardust Awards               | 26 января 2013  | Лучшая женская роль в комедии/мелодраме              | Катрина Каиф                                                  | Номинация | [ 16 ]        |
| Mirchi Music Awards           | 7 февраля 2013  | Предстоящий женский вокал года                       | Нити Мохан за «Jiya Re»                                       | Победа    | [ 17 ] [ 18 ] |
| Mirchi Music Awards           | 7 февраля 2013  | Мужской вокал года                                   | Рабби Шергил за «Challa»                                      | Номинация | [ 17 ] [ 18 ] |
| Mirchi Music Awards           | 7 февраля 2013  | Женский вокал года                                   | Шрея Гхошал за «Saans»                                        | Номинация | [ 17 ] [ 18 ] |
| Mirchi Music Awards           | 7 февраля 2013  | Лирик года                                           | Гулзар за «Saans»                                             | Номинация | [ 17 ] [ 18 ] |
| Mirchi Music Awards           | 7 февраля 2013  | Представление композиции согласно суфийской традиции | «Challa»                                                      | Номинация | [ 17 ] [ 18 ] |
| Mirchi Music Awards           | 7 февраля 2013  | Лучшая звукозапись года                              | Р Нитиш Кумар, Шантану Худликар и ТР Кришна Четан за «Challa» | Номинация | [ 17 ] [ 18 ] |
| Mirchi Music Awards           | 7 февраля 2013  | Закадровая музыка года                               | А. Р. Рахман                                                  | Номинация | [ 17 ] [ 18 ] |
| Star Guild Awards             | 16 февраля 2013 | Лучший текст песен                                   | Гулзар за «Saans»                                             | Победа    | [ 19 ]        |
| Star Guild Awards             | 16 февраля 2013 | Лучшая мужская роль                                  | Шахрух Хан                                                    | Номинация | [ 19 ]        |
| Star Guild Awards             | 16 февраля 2013 | Лучшая женская роль второго плана                    | Анушка Шарма                                                  | Номинация | [ 19 ]        |
| Star Guild Awards             | 16 февраля 2013 | Лучшая музыка                                        | А. Р. Рахман                                                  | Номинация | [ 19 ]        |
| Star Guild Awards             | 16 февраля 2013 | Лучший женский вокал                                 | Шрея Гхошал за «Saans»                                        | Номинация | [ 19 ]        |
| Star Guild Awards             | 16 февраля 2013 | Лучший хореограф                                     | Вайбхави Мерчант за «Ishq Shava»                              | Номинация | [ 19 ]        |
| Times of India Film Awards    | 6 апреля 2013   | Лучшие слова песни                                   | Гулзар за «Saans»                                             | Победа    | [ 20 ]        |
| Times of India Film Awards    | 6 апреля 2013   | Лучшая мужская роль                                  | Шахрух Хан                                                    | Номинация | [ 20 ]        |
| Times of India Film Awards    | 6 апреля 2013   | Лучшая женская роль второго плана                    | Анушка Шарма                                                  | Номинация | [ 20 ]        |
| IIFA Awards                   | 6 июля 2013     | Лучшая женская роль второго плана                    | Анушка Шарма                                                  | Победа    | [ 21 ]        |
| IIFA Awards                   | 6 июля 2013     | Forever Director                                     | Яш Чопра                                                      | Победа    | [ 21 ]        |
| IIFA Awards                   | 6 июля 2013     | Цифровая звезда года                                 | Шахрух Хан                                                    | Победа    | [ 21 ]        |
| IIFA Awards                   | 6 июля 2013     | Лучшая мужская роль                                  | Шахрух Хан                                                    | Номинация | [ 21 ]        |
| IIFA Awards                   | 6 июля 2013     | Лучший музыкальный постановщик                       | А. Р. Рахман                                                  | Номинация | [ 21 ]        |
| IIFA Awards                   | 6 июля 2013     | Лучшие слова песни                                   | Гулзар за «Saans»                                             | Номинация | [ 21 ]        |

| Награда            | Дата вручения   | Категория           | Претендент            | Результат | Ссылка |
| ------------------ | --------------- | ------------------- | --------------------- | --------- | ------ |
| Ghanta Awards      | 15 февраля 2013 | Что это было?       | Адитья Чопра за сюжет | Победа    | [ 22 ] |
| Ghanta Awards      | 15 февраля 2013 | Худшая женская роль | Катрина Каиф          | Номинация | [ 22 ] |
| Ghanta Awards      | 15 февраля 2013 | Худшая женская роль | Аннушка Шарма         | Номинация | [ 22 ] |
| Golden Kela Awards | 31 марта 2013   | Худшая женская роль | [ 23 ]                | Номинация |        |